# Martin Lejeune (Musiker)
Martin Lejeune (* 1964 in Bitburg) ist ein deutscher Jazzgitarrist (auch Banjo, Mandoline, Pedal-Steel-Gitarre, Lap-Steel-Gitarre, Theremin, Euphonium und E-/Kontrabass).

## Leben und Wirken
Lejeune studierte zunächst im Vorstudium klassische Gitarre am Peter-Cornelius-Konservatorium der Stadt Mainz, wechselte aber dann zur Hogeschool voor de Kunsten Amsterdam, um dort im Hauptfach Jazzgitarre zu studieren. Nach seinem Abschluss (Diplom-Jazzgitarrist) kam er 1994 nach Frankfurt am Main, wo er seitdem freischaffend als Multiinstrumentalist, Komponist, Arrangeur und Pädagoge tätig ist. Neben seiner Lehrtätigkeit als Dozent für E-Gitarre am Peter-Cornelius-Konservatorium der Stadt Mainz ist er zudem seit 2004 Lehrbeauftragter der Jazzabteilung der Hochschule für Musik Mainz.
Mit seiner Gruppe Martin’s Horns trat er 2000 beim Deutschen Jazzfestival auf. Mit Ulli Jünemann gründete er 2002 das European Groove Orchestra, dem Christof May, Georg Maus, Thomas Siffling, Ulf Kleiner, Hans Höhn und Golo Michel angehören. Mit seinen Souljazz Dynamiters spielt er Soul Jazz. Lejeune arbeitete auch in Projekten mit Alfred Harth, John Tchicai, Phill Niblock, Corinna Danzer, Bob Degen, Emil Mangelsdorff und der hr-Bigband. Als Gitarrist arbeitete er weiterhin mit dem hr-Sinfonieorchester, dem Mahler Chamber Orchestra, dem Philharmonischen Orchester Gießen, dem Staatsorchester Mainz, dem National Ballett Mannheim, der Neuen Philharmonie Frankfurt, am Schauspiel Frankfurt und am Staatstheater Mainz.
Auftragskompositionen im Bereich der angewandten Musik entstanden unter anderem für Film (Josef Aichholzer Produktion Wien, Barbara Trottnow), Tanz (National Ballett Mannheim, Extraordinary machine, Mousonturm Frankfurt, La_Trottier Dance Collective) und Hörspiele (Hessischer und Bayerischer Rundfunk). Vor allem komponierte er für die Bühne: Wuppertaler Bühnen, Theater Freiburg, Kosmos Theater Wien, Theater Basel, Theaterhaus Frankfurt, das Ensemble 9. November und Theater Willy Praml Frankfurt.

## Auszeichnungen und Preise
2003 wurde Lejeune mit dem Arbeitsstipendium Jazz der Stadt Frankfurt ausgezeichnet, was er zu Studienreisen nach Brasilien nutzte. Beim Plopp-Hörspielwettbewerb erhielt die von ihm mit verantwortete Autorenproduktion Nächster Halt (Regie: Ina Kleine-Wiskott) 2003 den Ersten Preis.

## Diskographische Hinweise
- Hale Peat Mo to No (mit Alfred Harth, Harry Petersen, Bülent Ateş, Martin Lejeune), recout FIM, 1997
- Alfred Harth's Flyby Nonet Cassini (mit Alfreth Harth, Harry Petersen, Stefan Lottermann, Christoph Korn, Martin Lejeune, Marcel Daemgen, Peter Anthony, Bülent Ateş, Günter Bozem), recout FIM 1998
- Pale Heat Jazz&Poetry (Alfred Harth, Harry Petersen, Bülent Ateş, Martin Lejeune), recout FIM 1998
- Hale Peat – The Sudden Disappearance Of Hale Bopp (Alfred Harth, Harry Petersen, Bülent Ateş, Martin Lejeune), recout FIM 1998/Hessischer Rundfunk
- Danzer Lejeune Quartett Jazzmädchenreport (mit Corinna Danzer, Michael Höfler, Simon Zimbardo, Martin Lejeune), Konnex Records (1999)
- Martin’s Horns Alles wird gut (mit Annemarie Roelofs, Thomas Siffling, Jens Hunstein, Dietmar Fuhr, Sebastian Merk, Martin Lejeune), Blue Noises 2001
- European Groove Orchestra EGO (mit Thomas Siffling, Ulli Jünemann, Christoph May, Georg Maus, Ulf Kleiner, Jens Loh, Golo Maichel, Martin Lejeune), Rodenstein Records 2003
- Mikail Aslan – Miraz-Maya-Miracle (Mikail Aslan, Zafer Küçük, Yasin Boyraz, Sinan Acar, u. v. a.); Kalan Müzik Istanbul, 2005
- Mikail Aslan – Zerknut (Mikail Aslan, Cemil Kocgün, u. v. a.), Kalan Müzik Istanbul 2008
- The Soul Jazz Dynamiters (mit Peter Back, Jo Bartmes, Holger Nesweda) Blisstone Records 2009
- Aynur Rewend (mit Aynur, Cemîl Kocgün u. a.) Blue Noises, 2010
- No Lega (mit Valentín Garvie, Matthias Nowak, Oli Rubow) Housemaster Records 2014
- Mikail Aslan – Axpin - fruitful soil  (Mikail Aslan, Cemil Kocgün, Kardes Türküler, u. v. a.), Kalan Müzik, Istanbul 2019